# مونتیچلی پاوزه
مونتیچلی پاوزه (به ایتالیایی: Monticelli Pavese) یک کومونه در ایتالیا است که در استان پاویا واقع شده‌است. مونتیچلی پاوزه ۲۰٫۲ کیلومترمربع مساحت و ۷۱۸ نفر جمعیت دارد.